# Función zeta de Riemann

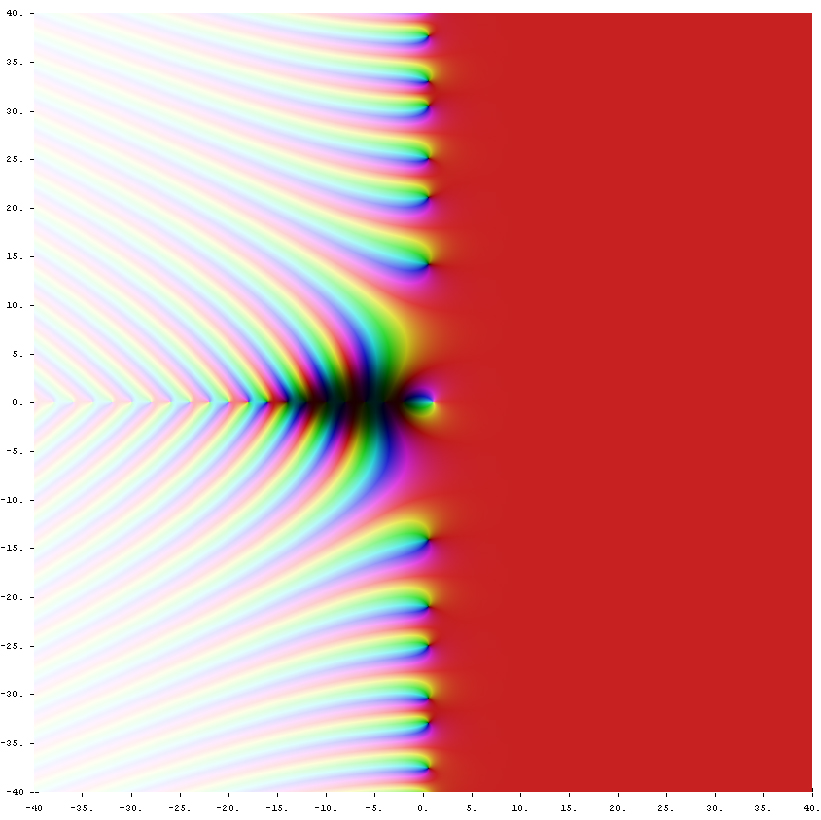
Función zeta de Riemann 𝜁
(s) en el plano complejo. El color de un punto s codifica el valor de ζ(s). Colores fuertes denotan valores cercanos a 0 y el tono codifica el valor del argumento. El punto blanco en s=1 es el polo de la función zeta; los puntos negros en el eje real negativo y en la línea crítica Re(s) = 1/2 son sus ceros.

La función zeta de Riemann (a menudo denominada dseta por transliteración de la letra griega ζ / 𝜁), nombrada en honor a Bernhard Riemann, es una función que tiene una importancia significativa en la teoría de números, por su relación con la distribución de los números primos. También tiene aplicaciones en otras áreas tales como la física, la teoría de probabilidad y estadística aplicada.

## Definición
La función zeta de Riemann ζ(s) está definida, para valores complejos con parte real mayor que uno, por la serie de Dirichlet:
{\displaystyle \zeta (s)=\sum _{n=1}^{\infty }{\frac {1}{n^{s}}}}
En la región {s ∈ C | Re(s) > 1}, esta serie infinita converge y define una función que es analítica en esta región. Riemann observó que la función zeta puede extenderse de manera única por continuación analítica a una función meromorfa en todo el plano complejo con un único polo en s = 1. Esta es la función que se considera en la hipótesis de Riemann. 
Para los complejos con Re(s)<1, los valores de la función deben ser calculados mediante su ecuación funcional, obtenida a partir de la continuación analítica de la función.

## Relación con los números primos
La conexión entre esta función y los números primos fue observada por primera vez por Leonhard Euler, que se dio cuenta de que:
{\displaystyle {\frac {1}{1^{s}}}+{\frac {1}{2^{s}}}+{\frac {1}{3^{s}}}+\ldots =\sum _{n\geq 1}{\frac {1}{n^{s}}}=\prod _{p}\sum _{k\geq 0}(p^{-s})^{k}=\left(1+{\frac {1}{2^{s}}}+{\frac {1}{4^{s}}}+\cdots \right)\left(1+{\frac {1}{3^{s}}}+{\frac {1}{9^{s}}}+\cdots \right)\cdots \left(1+{\frac {1}{p^{s}}}+{\frac {1}{p^{2s}}}+{\frac {1}{p^{3s}}}+\cdots \right)\cdots }
Puesto que para cada primo p, {\displaystyle \textstyle \sum _{k\geq 0}(p^{-s})^{k}} es una serie geométrica, convergente para cualquier número complejo s con Re(s) > 1 a:
{\displaystyle \sum _{k\geq 0}(p^{-s})^{k}={\frac {1}{1-p^{-s}}}}
se obtiene que:
{\displaystyle \sum _{n\geq 1}{\frac {1}{n^{s}}}=\prod _{p\in \mathbb {P} }{\frac {1}{1-p^{-s}}}}
donde el producto infinito es sobre todos los números primos y s un número complejo con Re(s) > 1. Esta expresión es llamada producto de Euler, en honor a su descubridor. La fórmula es consecuencia de dos resultados simples pero fundamentales en Matemática: la fórmula para las series geométricas y el teorema fundamental de la aritmética.

## Propiedades básicas

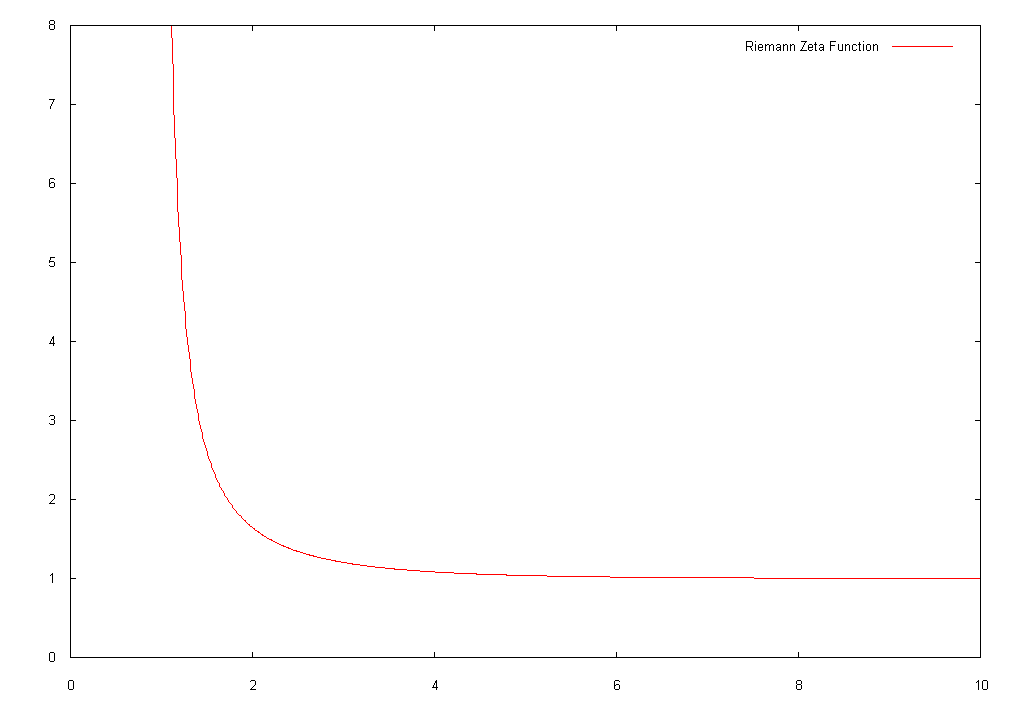
Función zeta de Riemann s > 1 con s real

### Algunos valores
Euler fue capaz de encontrar una fórmula cerrada para ζ(2k) cuando k es un entero positivo:
{\displaystyle \zeta (2k)={\frac {(-1)^{k-1}(2\pi )^{2k}B_{2k}}{2(2\,k)!}}}
donde B2k son los números de Bernoulli. De esta fórmula se obtiene que: ζ(2) = π²/6, ξ(4) = π4/90, ξ(6) = π6/945 etc. Para números impares no se conoce una solución general.
Para valores negativos, si k ≥ 1, entonces
{\displaystyle \zeta (-k)=-{\frac {B_{k+1}}{k+1}}}
Se puede ver que para los números pares negativos, la función zeta de Riemann se anula, denominándose éstos como ceros triviales. 
{\displaystyle \zeta (-1)=-1/12\!}
{\displaystyle \zeta (1)=1+{\frac {1}{2}}+{\frac {1}{3}}+\cdots =\infty \!} corresponde a la serie armónica.
{\displaystyle \zeta (3)=1+{\frac {1}{2^{3}}}+{\frac {1}{3^{3}}}+\cdots \approx 1.202;\!} es la constante de Apéry.

### Ecuación funcional
La función zeta de Riemann se puede prolongar analíticamente para todo número complejo excepto s=1, mediante la siguiente ecuación funcional:
{\displaystyle \zeta (s)=2^{s}\pi ^{s-1}\sin \left({\frac {\pi s}{2}}\right)\Gamma (1-s)\zeta (1-s)\!}
La ecuación tiene un polo simple en s=1 con residuo 1 y fue demostrada por Bernhard Riemann en 1859 en su ensayo Sobre el número de números primos menores que una cantidad dada. Una relación equivalente fue conjeturada por Euler para la función {\displaystyle \textstyle \sum _{n=1}^{\infty }{\frac {(-1)^{n+1}}{n^{s}}}}.
También hay una versión simétrica de la ecuación funcional bajo el cambio {\displaystyle \textstyle s\mapsto (1-s)}.
{\displaystyle \zeta (s)\Gamma \left({\frac {s}{2}}\right)\pi ^{-{\frac {s}{2}}}=\zeta (1-s)\Gamma \left({\frac {1-s}{2}}\right)\pi ^{-{\frac {1-s}{2}}}}
donde Γ(s) es la función gamma.
En algunas ocasiones se define la función:
{\displaystyle \xi (s)=\pi ^{-s/2}\Gamma \left({\frac {s}{2}}\right)\zeta (s)\!}
con lo que 
{\displaystyle \xi (s)=\xi (1-s)\!}
La ecuación funcional también cumple el siguiente límite asintótico:
{\displaystyle \zeta \left({1-s}\right)=\left({\frac {s}{2\pi e}}\right)^{s}{\sqrt {\frac {8\pi }{s}}}\cos \left({\frac {\pi s}{2}}\right)\left({1+{\mathcal {O}}\left({\frac {1}{s}}\right)}\right)\!}

### Ceros de la función

Esta imagen muestra un gráfico polar de la función zeta de Riemann a lo largo de la recta crítica para valores de t comprendidos entre 0 y 34. Los cinco primeros ceros son claramente visibles, puesto que corresponden al paso de la espiral por el origen.

El valor de la función zeta para los números pares negativos es 0 (viendo la ecuación funcional es evidente), por lo que son llamados ceros triviales. Aparte de los ceros triviales, la función también se anula en valores de s que están dentro del rango {s ∈ C: 0 < Re(s) < 1}, y que son llamados ceros no triviales, debido a que es más difícil demostrar
la ubicación de esos ceros dentro del rango crítico. El estudio de la distribución de estos «ceros no triviales» es muy importante, debido a que tiene profundas implicaciones en la distribución de los números primos y en cuestiones relacionadas con la teoría de números. La hipótesis de Riemann, considerado uno de los mayores problemas matemáticos abiertos en la actualidad, asegura que cualquier 
cero no trivial tiene que cumplir Re(s)=1/2, por lo tanto, todos los ceros están alineados en el plano complejo formando una recta, llamada recta crítica.
La localización de estos ceros tiene significativa importancia en teoría de números, ya que, por ejemplo, el hecho de que todos los ceros estén en el rango crítico demuestra el teorema de los números primos. Un mejor resultado es que ζ(σ + it) ≠ 0 para cualquier |t| ≥ 3 y
{\displaystyle \sigma \geq 1-{\frac {1}{57.54(\log {|t|})^{2/3}(\log {\log {|t|}})^{1/3}}}\!}
También es conocido que existen infinitos ceros sobre la recta crítica, como mostró G.H. Hardy y Littlewood.

### Recíproco de la función
El reciproco de la función zeta puede ser expresado mediante una serie de Dirichlet sobre la función de Möbius μ(n) , definido para cualquier número complejo s con la parte real mayor que 1 como:
{\displaystyle {\frac {1}{\zeta (s)}}=\sum _{n=1}^{\infty }{\frac {\mu (n)}{n^{s}}}}
existen otras expresiones de este tipo que hacen uso de funciones multiplicativas como puede ser
{\displaystyle {\frac {\zeta (s-1)}{\zeta (s)}}=\sum _{n=1}^{\infty }{\frac {\varphi (n)}{n^{s}}}}
donde φ(n) es la función φ de Euler.

### Universalidad
La función zeta tiene la notable propiedad de universalidad. Esta universalidad dice que existe alguna localización dentro del rango crítico que se aproxima a cualquier función holomorfa bastante bien. Como este tipo de funciones es bastante general, esta propiedad es bastante importante.

## Representaciones
La función zeta de Riemann tiene distintas representaciones, siendo algunas las que se muestran a continuación:

### Transformada de Mellin
- Para valores de s con la parte real mayor que uno se tiene que

{\displaystyle \zeta (s)={\frac {1}{\Gamma (s)}}\int _{0}^{\infty }\left({\frac {x^{s-1}}{\exp(x)-1}}\right)\ dx\!}
La transformada de Mellin de la función 1/(exp(x)-1) es precisamente la expresión anterior. O sea:
{\displaystyle \left\{{\mathcal {M}}\left({\frac {1}{\exp(x)-1}}\right)\right\}(s)=\Gamma (s)\zeta (s)\!}
- También se puede relacionar con los números primos y el teorema de los números primos. Si π(x) es la función contador de números primos, entonces:

{\displaystyle \log \zeta (s)=s\int _{0}^{\infty }{\frac {\pi (x)}{x(x^{s}-1)}}\,dx}
convergente para valores Re(s)>1. Si se define la función ω(s) como
{\displaystyle \omega (s)=\int _{0}^{\infty }{\frac {\pi (x)}{x^{s+1}(x^{s}-1)}}\ dx\!}
entonces la transformada de Mellin
{\displaystyle \left\{{\mathcal {M}}\pi (x)\right\}(-s)={\frac {\log \zeta (s)}{s}}-\omega (s).\!}
- Una transformada de Mellin similar, que relaciona la función contador de primos de Riemann, definida como {\displaystyle \textstyle J(x)=\sum {\frac {\pi (x^{1/n})}{n}}.\!} es:

{\displaystyle \left\{{\mathcal {M}}J(x)\right\}(-s)={\frac {\log \zeta (s)}{s}}\!}

### Series de Laurent
La función zeta es meromorfa con un polo simple en s=1. Ésta puede expandirse como una serie de Laurent en torno a s=1, la serie resultante es:
{\displaystyle \zeta (s)={\frac {1}{s-1}}+\sum _{n=0}^{\infty }{\frac {(-1)^{n}}{n!}}\gamma _{n}\;(s-1)^{n}}
donde las constantes γn, son llamadas constantes de Stieltjes y son definidas como:
{\displaystyle \gamma _{n}=\lim _{m\rightarrow \infty }{\left(\left(\sum _{k=1}^{m}{\frac {(\log k)^{n}}{k}}\right)-{\frac {(\log m)^{n+1}}{n+1}}\right)}}
La constante γ0 corresponde a la constante de Euler-Mascheroni.

### Producto de Hadamard
Utilizando el teorema de factorización de Weierstrass, Hadamard dio una expansión en forma de producto infinito de la función zeta:
{\displaystyle \zeta (s)={\frac {e^{(\log(2\pi )-1-\gamma /2)s}}{2(s-1)\Gamma (1+s/2)}}\prod _{\rho }\left(1-{\frac {s}{\rho }}\right)e^{s/\rho },\!}
donde el producto es sobre todos los ceros no triviales ρ de ζ y la letra γ corresponde a la constante de Euler-Mascheroni. Una forma más simple es:
{\displaystyle \zeta (s)=\pi ^{s/2}{\frac {\prod _{\rho }\left(1-{\frac {s}{\rho }}\right)}{2(s-1)\Gamma (1+s/2)}}\!}
De esta forma elegante se puede observar el polo simple en s=1 (denominador), los ceros triviales dados por el término de la función gamma (denominador), y los ceros no triviales, dados cuando s=ρ (numerador).

### Serie global
Una representación en forma de serie, convergente para todo número complejo s, excepto 1, fue conjeturada por Konrad Knopp y probada por Helmut Hasse en 1930:
{\displaystyle \zeta (s)={\frac {1}{1-2^{1-s}}}\sum _{n=0}^{\infty }{\frac {1}{2^{n+1}}}\sum _{k=0}^{n}(-1)^{k}{n \choose k}(k+1)^{-s}.\!}

## Aplicaciones
Aunque los matemáticos consideran que la función zeta tiene un interés principal en la «más pura» de las disciplinas matemáticas, la teoría de números, lo cierto es que también tiene aplicaciones en estadística y en física. 
En algunos cálculos realizados en física, se debe evaluar la suma de los números enteros positivos. Paradójicamente, por motivos físicos se espera una respuesta finita. Cuando se produce esta situación, hay normalmente un enfoque riguroso con un análisis en profundidad, así
como un «atajo», usando la función zeta de Riemann. El argumento es el siguiente: 
- Queremos evaluar la suma 1 + 2 + 3 + 4 + ... , pero podemos reescribirlo como una suma de sus inversos.

{\displaystyle S=1+2+3+4+\cdots =\left({\frac {1}{1}}\right)^{-1}+\left({\frac {1}{2}}\right)^{-1}+\left({\frac {1}{3}}\right)^{-1}+\left({\frac {1}{4}}\right)^{-1}+\cdots =\sum _{n=1}^{\infty }{\frac {1}{n^{-1}}}\!}
La suma S parece tomar la forma de {\displaystyle \textstyle \zeta (-1)}. Sin embargo, −1 sale fuera del dominio de convergencia de la serie de Dirichlet para la función zeta. Sin embargo, una serie divergente con términos positivos como ésta a veces puede 
ser representada de forma razonable por el método de sumación de Ramanujan. Este método de suma implica la aplicación de la fórmula de Euler-Maclaurin, y cuando se aplica a la función zeta, su definición se extiende a todo el plano complejo. En particular,
{\displaystyle 1+2+3+\cdots =-{\frac {1}{12}}(\Re )\!}
donde la notación {\displaystyle \textstyle (\Re )} indica suma de Ramanujan. Para exponentes pares se tiene que:
{\displaystyle 1+2^{2k}+3^{2k}+\cdots =0(\Re )\!}
y para exponentes impares, se obtiene la relación con los números de Bernoulli:
{\displaystyle 1+2^{2k-1}+3^{2k-1}+\cdots =-{\frac {B_{2k}}{2k}}(\Re ).\!}
La regularización de la función zeta se utiliza como un posible medio de la regularización de series divergentes en teoría cuántica de campos. Como ejemplo notable, la función zeta de Riemann aparece explícitamente en el cálculo del efecto Casimir.

## Generalizaciones
Hay una serie de funciones zeta que pueden ser relacionadas con la función zeta de Riemann. Entre ellas se incluye:
- La función zeta de Hurwitz, definida como:

{\displaystyle \zeta (s,q)=\sum _{k=0}^{\infty }(k+q)^{-s}\!}
que coincide con la función zeta de Riemann cuando q=1 (Nótese que el límite inferior de la suma es 0 y no 1).
- El polilogaritmo, que viene dado por

{\displaystyle \mathrm {Li} _{s}(z)=\sum _{k=1}^{\infty }{z^{k} \over k^{s}}\!}
y que corresponde con la función zeta de Riemann cuando z=1.
- La función zeta de Lerch, dada por:

{\displaystyle \Phi (z,s,q)=\sum _{k=0}^{\infty }{\frac {z^{k}}{(k+q)^{s}}}\!}
y que corresponde con la función zeta de Riemann cuando q=1 y z=1.
Entre las generalizaciones podemos encontrar las funciones L de Dirichlet o la Función zeta de Dedekind, como también funciones zeta múltiples, definidas como:
{\displaystyle \zeta (s_{1},s_{2},\dots ,s_{n})=\sum _{k_{1}>k_{2}>\cdots >k_{n}>0}k_{1}^{-s_{1}}k_{2}^{-s_{2}}\cdots k_{n}^{-s_{n}}\!}
Uno puede prolongar analíticamente estas funciones a un espacio complejo n-dimensional. Los valores especiales de estas funciones han sido utilizados para conectar diferentes ramas de las matemáticas y la física.